# 望郷 (アルバム)
『望郷』（ぼうきょう）は、cinema staffの2枚目のオリジナルアルバムであり、メジャーファーストフルアルバム。2013年5月22日にポニーキャニオンからリリースされた。

## 概要
cinema staffメジャーデビュー後初のフルアルバム。
表題曲「望郷」をはじめ、シングル2枚を同時にリリースした「西南西の虹」、「小さな食卓」のアルバムバージョンのほか全13曲を収録。
初回限定版には、2012年に行われた恵比寿LIQUIDROOMでのワンマンライブを収録したDVDが付属している。
ジャケット写真の景色は、彼らの故郷である岐阜市の町並みである。三島がロケハンし、写真家をしている後輩を連れて、金華山ドライブウェイの展望台から撮影した。

## 収録曲
（全作詞：三島想平、作曲・編曲：cinema staff）
1. 望郷 [5:11]
故郷への思いが込められた表題作。MVが存在する。[4]
テレビ朝日「musicるTV」6月度エンディングテーマ。
2. 世紀の発見 [3:38]
三島が好きなSTEINS;GATEの登場人物である牧瀬紅莉栖をイメージした楽曲で彼女に捧げる曲とコメントしている。
3. 西南西の虹(album version) [2:45]
4. 時計台 [3:48]
5. 日記 [4:37]
6. 待合室 [3:05]
待合室のモデルはJR岐阜駅のホーム内待合室と三島がTwitter上でコメントしている。
7. いたちごっこ [3:39]
8. あのスポットライトを私達だけのものにして [4:03]
9. 夏の終わりとカクテル光線 [4:41]
10. 蜘蛛の巣 [1:57]
11. 革命の翌日 [4:21]
12. 小さな食卓(album version) [4:17]
13. 溶けない氷 [9:33]
チェロを加えた9分以上に及ぶトラック。

### DVD
LIVE DVD
cinema staff 1st E.P.「into the green」release oneman live『望郷』at 恵比寿LIQUIDROOM(2012.7.15)